# Musée National du Tchad
Das Musée National du Tchad (englisch Chad National Museum) ist das Nationalmuseum des Tschad. Es liegt in der Hauptstadt N’Djamena, in der Nähe des Ledger Plaza Hotel N’Djamena (früher: Kempinski Hotel). Das Museum wurde am 6. Oktober 1962 in temporären Räumlichkeiten eröffnet. Zunächst wurde es  Chad National Museum, Fort-Lamy benannt, womit an die Kolonialgeschichte und den alten Namen der Hauptstadt angeknüpft wurde. 1964 wurde die Sammlung in das frühere Rathaus (town hall), in der Nähe  des Place de l’Indépendance verlegt.

## Ausstellung
Zur Zeit der Gründung des Museums gab es die Abteilungen Vorgeschichte, Frühgeschichte, Archive, Volkskunst, Handwerk und Traditionen.
Die Abteilung zur Vorgeschichte enthielt 1965 Artefakte der Oldowan-Kultur (pebble culture), inklusive Material vom Amgamma-Kliff, paläolithische Werkzeuge, Äxte mit Öhr, Mühlsteine und Quarz- und Obsidian-Pfeilspitzen. Es gab eine originalgetreue Reproduktion einer Felsmalerei mit Ocker: eine Jagdszene aus dem ersten Jahrtausend vor Christus. Daneben waren gebrannte Ziegel ausgestellt, die den Völkern der Boulala und Babalia zugeordnet wurden. Diese Gegenstände wurden im Heiligtum Bouta-Kabira zusammen mit Menschen-Masken, Bronze-Objekten und Knochenwerkzeugen gefunden. Das Museum verfügte auch über eine bedeutende Sammlung von Musik-Instrumenten.
Viele der Artefakte sind jedoch aufgrund der schlechten politischen Situation des Landes verlorengegangen.